# Область голоморфності

Області в означенні області голоморфності.

В математиці, а саме в теорії функцій комплексної змінної, областю голоморфності називається область, для якої існує голоморфна функція, яку не можна продовжити на більшу область. 

## Означення
Область (відкрита зв'язана множина) {\displaystyle \Omega } в n-вимірному комплексному просторі {\displaystyle {\mathbb {C} }^{n}} називається областю голоморфності якщо не існує областей {\displaystyle U\subset \Omega } і {\displaystyle V\subset {\mathbb {C} }^{n},}що задовольняють умови:
1. {\displaystyle \emptyset \neq U\subset \Omega \cap V},
2. {\displaystyle V} не є підмножиною {\displaystyle \Omega },
3. Для кожної функції {\displaystyle f}, що є голоморфною в  {\displaystyle \Omega }, існує функція {\displaystyle f_{2}} голоморфна у {\displaystyle V} для якої {\displaystyle f=f_{2}} у  {\displaystyle U.}

Еквівалентно означення можна задати за допомогою граничних точок. Нехай {\displaystyle z\in \partial \Omega ,} функція {\displaystyle f} є голоморфною в  {\displaystyle \Omega .} Функція {\displaystyle f} називається непродовжуваною в точці {\displaystyle z,} якщо для кожного зв'язаного околу {\displaystyle V\ni z} не існує функції {\displaystyle f_{2}} голоморфної у {\displaystyle V,} що є рівною {\displaystyle f} на деякій компоненті зв'язності {\displaystyle \Omega \cap V.}
Область {\displaystyle \Omega } називається областю голоморфності, якщо для кожної точки {\displaystyle z\in \partial \Omega } існує функція {\displaystyle f\in {\mathcal {O}}(\Omega ),} що не продовжується в точці {\displaystyle z.} Іноді при таких еквівалентних означеннях область називається слабкою областю голоморфності, а областю голоморфності область для якої існує функція {\displaystyle f\in {\mathcal {O}}(\Omega ),} що не продовжується в жодній точці {\displaystyle z\in \partial \Omega .} Насправді обидва ці означення є еквівалентними.
Зауваження. Якщо {\displaystyle \Omega } не є областю голоморфності, то не обов'язково {\displaystyle f=f_{2}} у всій множині {\displaystyle \Omega \cap V,} якщо ця множина не є зв'язаною. Наприклад, нехай {\displaystyle \mathbb {C} ^{2}\supset \Omega =R\cup H\cup P,} де:
{\displaystyle R=\{\{z\in \mathbb {C} \ |\ 1/2<|z-2|<3/2\}\setminus \{z\in \mathbb {R} \ |\ z<2\}\}\times \{w\in \mathbb {C} \ |\ |w|<1/4\},}
{\displaystyle H=\{\{(z,w)\in \mathbb {C} ^{2}\ |\ |z|<1/2\ \land |w|<1\}\cup \{\{(z,w)\in \mathbb {C} ^{2}\ |\ |z|<1\ \land \ 1/2<|w|<1\},}
{\displaystyle P=\{(z,w)\in \mathbb {C} ^{2}\ |\ 1-\epsilon <|z|<1\ \land \ \Im (z)>0\ \land \ |w|<1\}.}
Тоді {\displaystyle H} є областю Рейнхарта і будь-яка функція голоморфна на {\displaystyle H} однозначно аналітично продовжується на {\displaystyle D=\{(z,w)\in \mathbb {C} ^{2}\ |\ |z|<1\ \land \ |w|<1\}.} Це стосується, зокрема, і всіх функцій {\displaystyle f\in {\mathcal {O}}(\Omega )} і тому {\displaystyle \Omega } не є областю голоморфності, адже можна, наприклад, в означенні взяти {\displaystyle V=D,\ U=H.}
Проте, наприклад, для функції {\displaystyle f(z,w)={\sqrt {z-2}}} на {\displaystyle \Omega } можна ввести дві гілки квадратного кореня, що будуть голоморфними на {\displaystyle \Omega .} Обравши одну з них (наприклад ту, що відповідає додатним кореням для дійсних чисел > 2) із {\displaystyle H} її можна продовжити до функції {\displaystyle f_{2}} на {\displaystyle D.} Проте {\displaystyle f} не може дорівнювати {\displaystyle f_{2}} на {\displaystyle D\cap \Omega .} Справді, наприклад, в малому околі точки {\displaystyle 0.79,1/8} у {\displaystyle D} функція приймає комплексні значення близькі до 1.1i, а в {\displaystyle R} (і тому {\displaystyle \Omega }), як значення близькі до 1.1i, так і значення близькі до -1.1i.

## Еквівалентні умови
Для області {\displaystyle \Omega } умови нижче є еквівалентними:
1. {\displaystyle \Omega } є областю голоморфності
2. {\displaystyle \Omega } є голоморфно опуклою, тобто для компактної підмножини {\displaystyle k\subset \Omega }  її голоморфно опукла оболонка теж компактно належить області, тобто {\displaystyle K\Subset \Omega \Longrightarrow {\hat {K}}_{{\mathcal {O}}(\Omega )}\Subset \Omega .} Еквівалентно можна надати таку характеристику: {\displaystyle \rho (K,\partial \Omega )=\rho ({\hat {K}},\partial \Omega ),} де для двох підмножин {\displaystyle A,B\subset \mathbb {C} ^{n}} відстань {\displaystyle \rho =\inf _{z\in A,{\bar {z}}\in B}\rho (z,{\bar {z}}),} а відстань між точками {\displaystyle z=(z_{1},\ldots ,z_{n}),{\bar {z}}=({\bar {z}}_{1},\ldots ,{\bar {z}}_{n})} задається як {\displaystyle \rho (z,{\bar {z}})=\max _{i\in 1,\ldots ,n}|z_{i}-{\bar {z}}_{i}|.}
3. Для кожної нескінченної множини {\displaystyle D\subset \Omega ,} що не має граничних точок у {\displaystyle \Omega } існує функція {\displaystyle f\in {\mathcal {O}}(\Omega ),} що є необмеженою на множині {\displaystyle D.}
4. {\displaystyle \Omega } є псевдоопуклою, тобто існує неперервна плюрісубгармонічна функція {\displaystyle \varphi } на {\displaystyle \Omega } для якої замикання множини {\displaystyle \{z\in \Omega \mid \varphi (z)<x\}}є компактним для всіх {\displaystyle x\in \mathbb {R} .} Більш конкретно можна взяти функцію {\displaystyle \varphi (z):=\rho (z,\partial \Omega ).}Область буде областю голоморфності тоді і тільки тоді, коли ця функція буде плюрісубгармонічною на {\displaystyle \Omega }.
5. {\displaystyle \Omega } є псевдоопуклою за Гартогсом — для довільної загальної фігури Гартогса {\displaystyle (P,H),}якщо {\displaystyle H\subset \Omega ,}то також {\displaystyle P\subset \Omega .}Тут фігурою Гартогса називається полікруг {\displaystyle P}всі елементи мультирадіуса для якого є рівними 1 і {\displaystyle H=\{z\in P\ |\ q_{1}<|z_{1}|\}\ \cup \ \{z\in P\ |\ |z_{i}|<q_{i},\ \forall i\in 2,\ldots ,n\}}для деяких чисел {\displaystyle 0<q_{i}<1,\ i\in 1,\ldots ,n.}Загальною фігурою Гартогса називається образи елементів фігури Гартогса при біголоморфному відображенні.
6. {\displaystyle \Omega } є опуклою за Леві — для кожної послідовності {\displaystyle S_{n}\subseteq \Omega } голоморфних компактних поверхонь (тобто обмежених множин, що є замиканнями множин виду {\displaystyle \varphi (\Delta ),} де {\displaystyle \varphi } — голоморфне невироджене відображення, а {\displaystyle \Delta \subset \mathbb {C} ^{m}} — область) {\displaystyle S_{n}\rightarrow S,\partial S_{n}\rightarrow \Gamma } для деякої множини {\displaystyle \Gamma \subset \Omega } виконується {\displaystyle S\subseteq \Omega }  ({\displaystyle \partial \Omega } не можна торкнутися з середини послідовністю аналітичних поверхонь)
7. {\displaystyle \Omega } задовольняє локальну властивість Леві — для кожної точки {\displaystyle x\in \partial \Omega } існує окіл {\displaystyle U} точки {\displaystyle x} і функція {\displaystyle f} голоморфна на {\displaystyle U\cap \Omega } для якої не існує не існує аналітичного продовження на будь-який окіл точки {\displaystyle x.}

Основна проблема полягає в доведенні {\displaystyle 7\Rightarrow 1}, тобто побудові глобальної голоморфної функції при умові існування лише локальних функцій для яких не існує продовження. Доведення існування таких функцій називається проблемою Леві (на честь італійського математика Евгеніо Еліа Леві). Вона вперше була розв'язана Кійосі Ока і Ларсом Германдером.

## Властивості
- Якщо {\displaystyle \Omega _{i},\ i\in I} є сім'єю областей голоморфності, тоді довільна компонента зв'язності {\displaystyle \Omega } внутрішності їх перетину {\displaystyle \bigcap _{i\in I}\Omega _{i}} є областю голоморфності.

Нехай {\displaystyle K\subset \Omega } — компактна підмножина. Кожна функція із {\displaystyle {\mathcal {O}}(\Omega _{i})} також є голоморфною на {\displaystyle \Omega } і з властивостей голоморфно опуклих оболонок випливає, що {\displaystyle {\hat {K}}_{{\mathcal {O}}(\Omega )}\subset {\hat {K}}_{{\mathcal {O}}(\Omega _{i})}} для всіх {\displaystyle i\in I.} Як наслідок {\displaystyle \rho ({\hat {K}}_{{\mathcal {O}}(\Omega )},\partial \Omega _{i})\geqslant \rho ({\hat {K}}_{{\mathcal {O}}(\Omega _{i})},\partial \Omega _{i}),} що разом із рівністю {\displaystyle \rho ({\hat {K}}_{{\mathcal {O}}(\Omega _{i})},\partial \Omega _{i})=\rho (K,\partial \Omega _{i})} і очевидною нерівністю {\displaystyle \rho (K,\partial \Omega _{i})\geqslant \rho (K,\partial \Omega )} дає нерівність {\displaystyle \rho ({\hat {K}}_{{\mathcal {O}}(\Omega )},\partial \Omega _{i})\geqslant \rho (K,\partial \Omega ).}
Якби {\displaystyle \Omega }не була областю голоморфності, то для деякої компактної підмножини {\displaystyle K\subset \Omega } було б {\displaystyle \rho ({\hat {K}}_{{\mathcal {O}}(\Omega )},\partial \Omega )<\rho (K,\partial \Omega ).} Але тоді існувала б область {\displaystyle \Omega _{i}} для якої {\displaystyle \rho ({\hat {K}}_{{\mathcal {O}}(\Omega )},\partial \Omega _{i})<\rho (K,\partial \Omega ),} що приводить до суперечності.
- Якщо {\displaystyle \Omega _{1}\subseteq \Omega _{2}\subseteq \dots } є зростаючою послідовністю областей голоморфності, тоді їх об'єднання {\displaystyle \Omega =\bigcup _{n=1}^{\infty }\Omega _{n}} також є областю голоморфності (теорема Бенке — Штейна).
- Якщо {\displaystyle \Omega } — область голоморфності і {\displaystyle \Omega ^{*}} — її образ при біголоморфному відображенні {\displaystyle \varphi ,} то {\displaystyle \Omega ^{*}} також є областю голоморфності.

Нехай {\displaystyle K^{*}\subset \Omega ^{*}} є компактною підмножиною, тоді, оскільки {\displaystyle \varphi } є гомеоморфізмом, підмножина {\displaystyle K=\varphi ^{-1}(K^{*})\subset \Omega } теж є компактною. Оскільки {\displaystyle \Omega } є областю голоморфності (а тому голоморфно опуклою) то {\displaystyle {\hat {K}}_{{\mathcal {O}}(\Omega )}\Subset \Omega .}
Крім того {\displaystyle \varphi ({\hat {K}}_{{\mathcal {O}}(\Omega )})\supset {\hat {K}}_{{\mathcal {O}}(\Omega ^{*})}^{*}.} Справді, якщо деяка точка {\displaystyle w\in \Omega ^{*}\setminus \varphi ({\hat {K}}_{{\mathcal {O}}(\Omega )}),} то {\displaystyle z=\varphi ^{-1}(w)\in \Omega \setminus {\hat {K}}} і існує функція {\displaystyle f\in {\mathcal {O}}(\Omega )} така, що {\displaystyle |f(z)|>\sup _{v\in K}|f(v)|.} Позначимо {\displaystyle g=f\circ \varphi ^{-1}.} Очевидно, що {\displaystyle g\in {\mathcal {O}}(\Omega ^{*})} і {\displaystyle |g(w)|>\sup _{v\in K^{*}}|f(v)|,} а це означає, що {\displaystyle w\in \Omega ^{*}\setminus {\hat {K}}_{{\mathcal {O}}(\Omega ^{*})}.}
З {\displaystyle {\hat {K}}_{{\mathcal {O}}(\Omega )}\Subset \Omega } випливає, що {\displaystyle \varphi ({\hat {K}}_{{\mathcal {O}}(\Omega )})\Subset \Omega ^{*}} і тому {\displaystyle {\hat {K}}_{\Omega _{*}}^{*}\Subset \Omega ^{*}.} Таким чином, {\displaystyle \Omega ^{*}} є голоморфно опуклою і, отже, є областю голоморфності.
- Якщо {\displaystyle \Omega _{1}} і {\displaystyle \Omega _{2}} є областями голоморфності, тоді {\displaystyle \Omega =\Omega _{1}\times \Omega _{2}} є областю голоморфності. За індукцією це ж є справедивим і для довільної скінченної кількості множників.

Цю властивість легко довести за допомогою третього еквівалентного означення області голоморфності. Нехай {\displaystyle D\subset \Omega } є дискретною підмножиною і {\displaystyle (z^{i},w^{i}),\ z^{i}\in \Omega _{1},w^{i}\in \Omega _{2}} — деяка послідовність елементів з {\displaystyle D.} Можливі два варіанти — послідовність {\displaystyle z^{i}} є дискретною у {\displaystyle \Omega _{1}} або має граничну точку у {\displaystyle \Omega _{1}}. Якщо послідовність {\displaystyle z^{i}} має граничну точку у {\displaystyle \Omega _{1}}, то існує підпослідовність {\displaystyle z^{\mu (i)},} що збігається до деякої точки {\displaystyle z^{(0)}\in \Omega _{1}.} Послідовність {\displaystyle w^{\mu (i)}} не може мати граничної точки у {\displaystyle \Omega _{2}} інакше існує підпослідовність {\displaystyle w^{\nu (i)},} що збігається до деякої точки {\displaystyle w^{(0)}\in \Omega _{2}.} Але тоді {\displaystyle (z^{\nu (i)},w^{\nu (i)})} збігається до точки {\displaystyle (z^{(0)},w^{(0)})\in \Omega ,} що є неможливим.
Якщо {\displaystyle z^{i}} є дискретною у {\displaystyle \Omega _{1}} то оскільки {\displaystyle \Omega _{1}} є областю голоморфності то існує {\displaystyle f\in {\mathcal {O}}(\Omega _{1})} для якої множина {\displaystyle |f(z^{i})|} є необмеженою. В іншому випадку {\displaystyle w^{\mu (i)}} є дискретною у {\displaystyle \Omega _{2}} і існує {\displaystyle g\in {\mathcal {O}}(\Omega _{2})} для якої множина {\displaystyle |g(w^{\mu (i)})|} є необмеженою. Таким чином якась із голоморфних функцій {\displaystyle F(z,w):=f(z),\ G(z,w):=g(w)} є необмеженою на {\displaystyle D,} що завершує доведення.
- Перша проблема Кузена завжди має розв'язок в області голоморфності; при додаткових топологічних умовах це також справедливо для другої проблеми Кузена.

## Приклади
- Довільна опукла область є голоморфно опуклою, а тому областю голоморфності.
- Будь-яка область {\displaystyle \Omega \subset \mathbb {C} } є областю голоморфності.
- Будь яка область виду {\displaystyle \Omega =\Omega _{1}\times \ldots \times \Omega _{m}}де {\displaystyle \Omega _{i}\subset \mathbb {C} }є областю голоморфності, зокрема довільний полікруг, що є добутком кругів є областю голоморфності.
- Область Рейнхарта є областю голоморфності тоді і тільки тоді коли вона є повною і логарифмічно опуклою.
- Якщо {\displaystyle V_{1},\ldots ,V_{m}\subset \mathbb {C} } є областями, {\displaystyle f_{1},\ldots ,f_{m}}— голоморфними функціями в області {\displaystyle U\subset \mathbb {C} ^{n}} і замикання множини {\displaystyle P:=\{z\in U\ |\ f_{i}(z)\in V_{i},\ i\in 1,\ldots ,n\}}є компактною підмножиною {\displaystyle U,} то {\displaystyle P} є обастю голоморфності. {\displaystyle P} називається аналітичним поліедром.